# Gunde Svan
Gunde Svan (Järna, 12 de janeiro de 1962) é um ex-esquiador sueco, especialista em esqui cross-country.
Conquistou quatro medalhas de ouro nos Jogos Olímpicos de 1984 e 1988, e foi 7 vezes campeão mundial em 1985, 1987, 1989 e 1991.
Depois da sua carreira desportiva, Gunde Svan singrou como apresentador de programas da televisão sueca.
Foi galardoado com a Medalha de Ouro do Svenska Dagbladet em 1984.

## Carreira
Gunde Svan  fez a sua carreira durante o período 1979-1991.